# Hawaiʻi State Route 2000
Die Hawaiʻi State Route 2000 ist eine Straße im Stadtgebiet von Hilo auf der Insel Hawaiʻi im gleichnamigen US-Bundesstaat.

## Verlauf
Die State Route 2000 umgeht als Puainako Street die Innenstadt von Hilo südlich des Zentrums und verbindet auf einer Distanz von etwa 6,3 Meilen (10,1 Kilometer) die State Routes 11 und 200.